# أفق مطلق
يعرف مصطلح الأفق المطلق في سياق النسبية العامة بأنه سطح محيط بمنطقة ما في الزمكان، والتي لا تستطيع الأحداث أو التفاعلات التي تجري بداخلها أن تؤثر أو أن تظهر معالمها أمام مراقب خارجي. فلن يصل الضوء المنبعث بداخل الأفق إلى مراقب خارجي أبدًا، وأي شيء يعبر من خلال هذا الأفق من ناحية المراقب فلن يراه هذا المراقب مجددًا. ونجد من تعريف الأفق المطلق أنه هو نفسه السطح المحيط بالثقب الأسود، أو ما يعرف أيضًا بأفق الحدث.
وفي سياق الحديث عن الثقوب السوداء، يشار إلى هذا المصطلح بصفة خاصة بلفظ أفق الحدث، لكن هذا المصطلح الأخير يعبر عادة عن جميع الآفاق بصفة عامة. أما الأفق المطلق فهو نوع واحد من الآفاق. فعلى سبيل المثال، يجب مراعاة بعض الفوارق الهامة بين الأفق المطلق والأفق الظاهري. ومن هنا نرى أن مفهوم الأفق في النسبية العامة يصعب توصيفه، فهو يستند على بعض الملامح الدقيقة.

## التعريف
يصلح استخدام مصطلح الأفق المطلق فقط في حالة الزمكان المسطح تقاربيًا (وهو نوع من الزمكانات، والذي يؤول شكله المكاني إلى الاستواء كلما ابتعدت عن الأجسام الضخمة بداخله). ومن أمثلة الزمكانات المسطحة تقاربيًا: الثقوب السوداء الخاصة بكلًا من شوارزشيلد، وكير. أما النموذج الكوني المعروف بـ(FLRW)، والذي كان يعتقد مسبقًا أنه يصف كوننا بشكل جيد، لا يعد مثالًا على زمكان مسطح تقاربيًا بصفة عامة.
ومن الملامح التي تميز خاصية التسطح التقاربي مفهوم «اللانهاية المستقبلية الصفرية». وهو عبارة عن مجموعة من النقط التي تحاول الأشعة الصفرية (مثل أشعة الضوء) أن تصل إليها تقاربيًا، ويمكن أن تبتعد تلك الأشعة إلى ما لا نهاية. وهذا هو المعنى الاصطلاحي الخاص بعبارة «الكون الخارجي». وتعد هذه النقط معرفة فقط في وجود كون مسطح تقاربيًا. ومن هنا يعرف مصطلح الأفق المطلق بأنه الحاجز المحيط بمنطقة معينة والتي لا تستطيع أن تهرب منها الأشعة الصفرية إلى اللانهائية المستقبلية الصفرية.

## طبيعة الأفق المطلق
يشار إلى مفهوم الأفق المطلق أحيانًا بالغائية، وذلك يعني أنه لا يمكن تحديد موقع الأفق المطلق دون معرفة تاريخ تطور الكون بأكمله، وكذلك مستقبله. وتعد هذه الخاصية ميزة وعيبا في ذات الوقت. فالميزة هنا هي أن مفهوم الأفق المطلق مفهوم هندسي بحت، لا يعتمد شكله على المراقب الخارجي، بخلاف الأفق الظاهري مثلًا. أما العيب فهو أنه يستلزم منا معرفة تاريخ الزمكان بأكمله (التاريخ الماضي والمستقبلي) حتى نعرف بوجوده. وفي سياق النسبية العددية، والتي تعني بمحاكاة تطور الكون على مدار المستقبل، يمكن فقط معرفة جزء من الزمكان المعني بالدراسة.